# Арктична рада

Арктична рада
члени
спостерігачі

Арктична рада (англ. Arctic Council) — міжурядовий форум високого рівня, який займається питаннями країн Арктики та корінних народів Арктики.
Рада має 8 членів: Канада, Данія, Фінляндія, Ісландія, Норвегія, Росія, Швеція та США, а також ряд країн-спостерігачів.

## Історія Арктичної Ради
Першим кроком до створення Ради було підписання вісьмома арктичними країнами «Стратегії охорони довкілля Арктики» (англ. Arctic Environmental Protection Strategy), скорочено «СОДА» (англ. AEPS), у 1991 році. «Оттавська декларація» 1996 року заснувала Арктичну раду як форум для просування співпраці, координації та спілкування серед арктичних країн, з залученням корінних народів та інших жителів Арктики з таких питань як сталий розвиток та охорона довкілля. Арктична Рада займалась дослідженнями зміни клімату, нафти та газу та арктичних морських перевезень.
У 2011 році країни-члени Ради уклали «Угоду про пошук та рятування в Арктиці» (англ. Arctic Search and Rescue Agreement) — першу зобов'язуючу угоду, укладену за сприяння Ради.
3 березня 2022 року через російське вторгнення в Україну, робота Арктичної ради була поставлена на паузу. Сім арктичних країн тимчасово припинили співпрацю з Росією в Рад.і 8 червня 2022 року всі арктичні країни, окрім Росії, опублікували спільну заяву, в котрій передбачався "намір здійснити обмежене відновлення роботи в Арктичній раді за проєктами, які не передбачають участі Російської Федерації."

## Членство
Членами Ради можуть бути лише країни, що мають території в Арктиці. Оскільки до неї входять всі вісім таких країн, форум є циркумполярним.
Рада також має постійні та ad hoc країни-спостерігачі та «постійних учасників».

### Країни-члени
- Канада;
- Данія; яка також представляє свої залежні території
  - Гренландію
  - Фарерські острови
- Фінляндія
- Ісландія
- Норвегія
- Росія
- Швеція
- Сполучені Штати Америки

### Головування
Головування у Раді змінюється кожні два роки. Першим було головування Канади (1996–1998 рр.), потім США (1998–2000 рр.), Фінляндії (2000–2002 рр.), Ісландії (2002–2004 рр.), Росії (2004–2006 рр.), Норвегії (2006–2009 рр.), Данії (2009–2011 рр.) та Швеції (2011–2013 рр.). Норвегія, Данія та Швеція погодили спільні пріоритети для своїх трьох головувань.
Поточне головування — за Канадою до зустрічі міністрів у травні 2015 року, після чого головування перейде до США на 2015–2017 роки.

## Країни-спостерігачі

### Постійні спостерігачі
Статус спостерігача відкритий для неарктичних країн, які погоджені Радою на зустрічах міністрів, що відбуваються раз на два роки. Постійні спостерігачі не мають права голосу на Раді. Країни-спостерігачі отримують запрошення на більшість засідань Ради, а їх участь у проектах та робочих групах не завжди можливе, що однак не становить проблеми, оскільки небагато з них бажають брати участь на цих рівнях. Станом на травень 2013 року було 12 країн-постійних спостерігачів.:
- Китай
- Франція
- Німеччина
- Індія
- Італія
- Японія
- Південна Корея
- Нідерланди
- Польща
- Сингапур
- Іспанія
- Велика Британія

### Країни-спостерігачі ad hoc
Країни-спостерігачі ad hoc повинні отримувати згоду на свою присутність на кожній окремій зустрічі Ради; проте такі запити про дозвіл є рутинними та майже завжди задовольняються. На цей час існує 6 ad hoc-спостерігачів, не включаючи Європейського Союзу. На зустрічі міністрів 2013 в Кіруні, Швеція, ЄС звернувся по статус повного спостерігача, однак його не отримав, в першу чергу через незгоду країн-членів на заборону ЄС полювання на морських котиків.
Постійні Учасники — корінні народи мають змішані погляди на збільшення групи неарктичних спостерігачів. Деякі з них бояться, що їх ролі будуть маргіналізовані, якщо великі гравці (Індія, Китай та ЄС) отримають більше уваги від Ради.

## Неурядові спостерігачі
Міжурядові та міжпарламентські організації (глобальні та регіональні) та неурядові організації також можуть отримати статус спостерігача за погодження Радою. Так спостерігачі на цей час включають такі організації як Арктичні Парламентарії, Міжнародний союз охорони природи, Міжнародна федерація товариств Червоного Хреста та Червоного Півмісяця, Північна Рада, Північний Форум, Програма розвитку ООН, Програма ООН з довкілля; та деякі недержавні організації, такі як Асоціація світових стадників північних оленів, Університет Арктики та Арктична програма Всесвітнього фонду дикої природи.

## Корінні народи
Сім з восьми країн-членів (крім Ісландії) мають досить великі спільноти корінних народів Арктики. Організації корінних народів Артики можуть отримати статус Постійного Учасника Арктичної Ради, але лише якщо вони представляють один корінний народ, який живе у більш ніж одній країні-учасниці, або більш ніж один корінний народ, що живуть в одній країні-учасниці; а кількість таких Постійних Учасників не повинна перевищувати кількість країн-членів.
Категорія Постійного Учасника була створена для забезпечення активної участі та повного консультування з представниками корінних народів Арктики у Арктичній раді, всіх її зустрічах та проектах. Постійний Учасник може виступати на зустрічах, піднімати питання порядку, які потребують негайного рішення Головою Ради. З ними слід обговорювати порядок денний зустрічі міністрів, до якого вони можуть пропонувати додаткові питання. Вони також можуть пропонувати спільні проекти.
З одного боку це дає корінним народам досить широке представництво у Арктичній Раді у порівнянні з іншими схожими організаціями, а з іншого — все одно всі рішення приймаються лише країнами-членами на підставі консенсусу.
Станом на 2010 рік шість спільнот корінних народів Арктики отримали статус Постійного Учасника: «Алеутська міжнародна асоціація», «Рада арктичних атабасків», «Кучинська міжнародна рада», «Інуїтська циркумполярна рада», «Асоціація корінних малочисельних народі Півночі, Сибіру та Далекого Сходу Російської Федерації» та «Союз саамів». Ці організації дуже відрізняються за чисельністю членів, яких вони представляють — від декількох тисяч алеутів та кучинів до 150 тис. інуїтів.
Оскільки для таких груп участь у кожному засіданні ради, які проходять у головуючій країні, та інших проектах є дорогим задоволенням, для посилення їх присутності та участі у діяльності ради та її програми була створена фінансова підтримка, яка надається через Секретаріат корінних народів..
Якою б не була роль корінних народів як Постійних Учасників Арктичної Ради, такий статус не надає їм ніякого юридичного визнання як саме "народів. У Оттавській декларації, якою засновано Раду, в примітках було спеціально зазначено: «Використання терміна 'народи' у цій декларації не буде розумітись як таке, що має будь-які наслідки в частині прав, які надаються такому терміну за міжнародним правом». Також, Декларація про права корінних народів ООН, прийнята Радою Генеральної Асамблеї ООН 13 вересня 2007 року після 22 років переговорів, була початково не погоджена Канадою та США, а Росія утрималась. Наприкінці 2010 року Канада та США офіційно схвалили Декларацію, але з окремими формулюваннями, які роблять її «бажаною», а не обов'язковою для виконання ними.

## Безпека та геополітичні питання
Арктична Рада часто опиняється в центрі питань безпеки та геополітики, оскільки Арктика є предметом особливого інтересу як членів Ради так і спостерігачів. Коли Рада була утворена в 1996 році, питання миру та безпеки не були включені до її мандату, однак зміни в арктичному середовищі (в першу чергу скорочення крижаного покрову) та учасників Ради призвели до перегляду відносин між геополітичними питаннями та роллю Арктичної Ради.
З огляду на зміну клімату та танення морської криги Арктики, все більше ресурсів та водних шляхів стають доступними. В Арктиці існують значні запаси нафти, газу та мінералів, і цей фактор довкілля (танення криги) спричинив територіальні суперечки серед країн-членів Ради. Конвенція ООН з морського права дозволяє країні поширювати свою виключну економічну зону (яка дозволяє видобуток та користування ресурсами), якщо вона може довести, що її континентальний шельф простягається понад ліміт в 200 миль. Країни визначають свої води від найбільш заглибленої в море частини суші, тому права на будь-які острівці виступають предметом суперечки. Існують суперечки щодо Берингова та Чукотського морей між Росією та Америкою, та острова Ганса та моря Лінкольна між Канадою та Данією (в інтересах Гренландії). Крім того, в Канаді половина опитаних виступає за ствердження суверенітету країни над морем Бофорта (у США таких лише 10%). Іншим джерелом конфлікту можуть стати нові комерційні трансарктичні морські торгові шляхи, які відкриваються з таненням криги. Наприклад, опитування показало, що канадці вважають Північно-Західний Прохід внутрішньоканадським водним шляхом, а інші країни вважають його міжнародним морським шляхом.
Зростання числа Постійних Спостерігачів також піднімає інші питання національної безпеки країн-членів, оскільки такі спостерігачі виказують свій інтерес до арктичного регіону. Наприклад, Китай не приховує свого бажання видобувати природні ресурси в Гренландії чи освоїти трансарктичні морські шляхи
Військова інфраструктура є ще одним питанням — США, Канада, Данія, Норвегія та Росія збільшують свою військову присутність та розбудовують військову інфраструктуру в регіоні.
Однак на думку деяких, незважаючи на потенційні конфлікти між її членами, Арктична Рада сприяє стабільності в регіоні (напр., норвезький адмірал Хаакон Бруун Ханссен (норв. Haakon Bruun Hanssen) зазначив, що Арктика є «ймовірно найбільш стабільним регіоном світу»), закони добре встановлені та виконуються, а члени Ради вважають, що поділ вартості розвитку Арктичних морських шляхів, досліджень тощо в кооперації та добрих стосунках є корисним для всіх.